# Мель, Вальдемар
Вальдемар Мель (нем. Waldemar Mehl; 7 сентября 1914, Грэфенвибах, Усинген — 29 марта 1996, Киль) — немецкий офицер-подводник, капитан 3-го ранга (1 марта 1945 года).

## Биография
23 сентября 1933 года поступил на флот кадетом. 1 октября 1936 года произведен в лейтенанты. Служил на легких крейсерах «Кёльн» и «Нюрнберг», а также на линейном корабле «Шлезвиг-Гольштейн».

## Вторая мировая война
В апреле 1941 года переведен в подводный флот. Служил инструктором по боевой подготовке на подлодке U-371, затем недолго командовал подлодками U-62 (5—19 ноября 1941 года) и U-72 (2 декабря 1941 — 6 мая 1942 года), но в боевых действиях участия не принимал.
25 мая 1942 года назначен командиром дислоцированной на Средиземном море подлодки U-371, на которой совершил 12 походов (проведя в море в общей сложности 227 суток).
За время военных действий Мель потопил 9 судов (в том числе 3 британских военных корабля) общим водоизмещением 42 451 брт и повредил 4 судна водоизмещением 28 072 брт.
28 марта 1944 года награждён Рыцарским крестом Железного креста.
4 апреля Мель был назначен в штаб командующего подводными силами на Средиземном море. После окончания войны несколько месяцев служил на минном тральщике.

## Награды
- Медаль «За выслугу лет в вермахте» 4-го класса (31 марта 1937)
- Испанский крест в бронзе (6 июня 1939)
- Железный крест (1939) 2-го класса (30 апреля 1940)
- Железный крест (1939) 1-го класса (26 октября 1940)
- Нагрудный знак подводника (22 сентября 1942)
- Немецкий крест в золоте (19 ноября 1943)
- Рыцарский крест Железного креста (28 марта 1944)
- Нагрудная планка подводника в серебре (10 марта 1945)